# 病歴
病歴（びょうれき、英: anamnesis、アナムネ）とは、診察を実施したり医療行為を提供したりするのに役立つ情報を得るため、医師が初診患者についてまず調べる状況や記録である。

## 概要
患者または患者に親しい人物から報告された訴えは、医学的に妥当であるときには症状として参考にされ、対照的に医師による直接的な調査によって突き止められたものは臨床徴候とされる。多くの医学的徴候は、患者の経歴からも判断される。
病歴は患者の深刻さや現場によって異なることがある。たとえば、救急車医療においては患者の名前、徴候の現れた時期、アレルギーなどの詳細な情報を得るのには限度がある。それとは対照的に、精神病の治療を行うのに適切な多くの情報を得るため、精神障害者の病歴は長期間で詳細にわたる。
このようにして得られた情報は、医師が診察・治療の予定を組み立てることを可能にする。もしそうした予定が組めない場合でも、暫定的な診察・治療を実行してその記録を診療録に保存することにより、他の可能性を探ることもできる（鑑別診察）。この場合、病気や障害などを治癒するためにさらなる調査や研究などが行われることもある。